# Антон фон Шаумбург
Антон фон Шаумбург (нім. Anton von Schaumburg; бл. 1517 — 18 червня 1558) — церковний і державний діяч Священної Римської імперії, 52-й архієпископ Кельна, курфюрст і 24-й герцог Вестфалії в 1556—1558 роках.

## Життєпис
Походив з північнонімецького роду Шауенбургів. Шостий син Йоста I, графа Шаумбургу і Гольштейн-Піннеберга та Марії фон Нассау-Ділленбург. Народився близько 1517 року. За тодішньою традицією як молодший син в родині повинен був обрати церковну кар'єру. Вже у віці 6 років стає кандидатом на посаду каноніка Кельнського собору.
1541 року отримав преденду в церкві Св. Ламберта у Льєжі. Трохи згодом призначається пробстом цієї церкви. Невдовзі стає пробстом базиліки святого Серватія в Маастрихту. Є суперечливі свідчення, що також призначений пробстом абатства Св. Цецилії в Гільдесгаймі. 1547 року став пробстом базиліки Св. Гереона в Кельні.
За часів свого брата Адольфа III фон Шаумбурга, архієпископа Кельнського, стає радником останнього. 1556 року після смерті Адольфа III обирається новим очільником Кельнської єпархії. На відміну від попередника не виявив особливої енергії у придушенні протестанських рухів у підвладних землях, змінивши в адміністрації ревних католиків на більш поміркованих. Він не виступав проти заходів брата Оттона IV, графа Шаумбурга і Гольштейн-Піннеберга, з впровадження Реформації в своїх володіннях. Водночас підтримував францисканців та єзуїтів.
У лютому 1558 року брав участь в рейхстазі курфюрстів в Франкфурті-на-Майні, по поверненню з якого невдовзі помер. Похований в Кельнському соборі. Новим архієпископом було обрано Ґебгарда фон Мансфельда.